# عودة أطفال السكك الحديدية
عودة أطفال السكك الحديدية  والمعروف باسم أطفال السكك الحديدية في الولايات المتحدة، هو فيلم درامي عائلي لعام 2022 من إخراج مورغان ماثيوز وكتبه داني بروكليهيرست. يعتبر تكملة لفيلم  أطفال السكة الحديدة 1970، برضو مأخوذ من رواية إي. نسبيت التي تحمل نفس الاسم. الفيلم من بطولة جيني أغوتر وشيريدان سميث وتوم كورتيناي وجون برادلي. أصدر في المملكة المتحدة في 15 يوليو 2022 بواسطة StudioCanal.